# Vorkonstitutionelles Recht

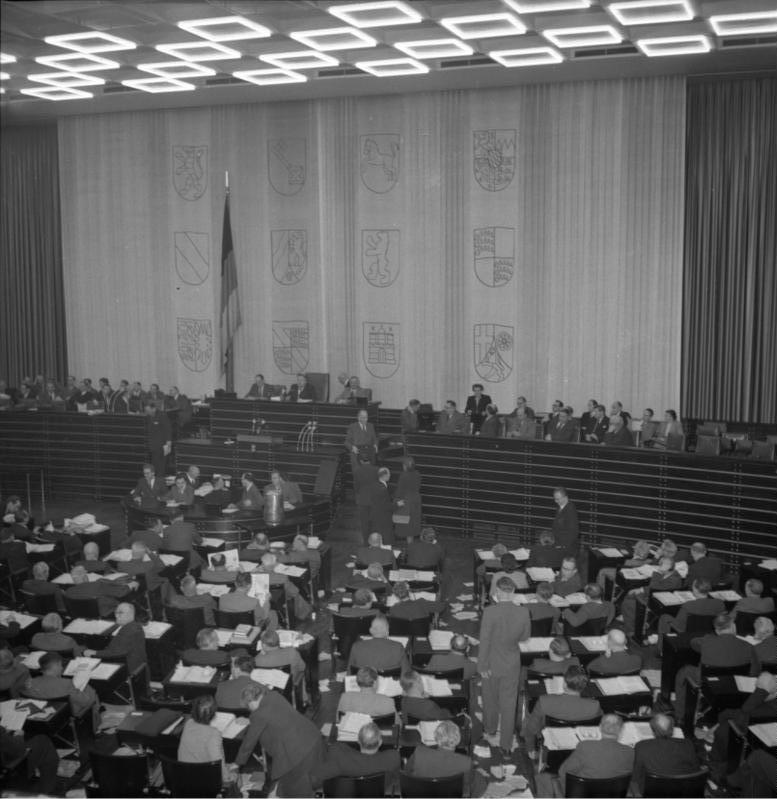
Plenarsaal des Deutschen Bundestages (1952) während der ersten Legislaturperiode 1949–1953. Der Bundestag konstituierte sich am 7. September 1949. Damit gab es erstmals seit 1945 wieder ein handlungsfähiges deutsches Organ auf föderaler Ebene.

Vorkonstitutionelles Recht (von lateinisch constitutio für „Verfassung“) ist im deutschen Verfassungsdiskurs dasjenige Recht, das vor der Gründung der Bundesrepublik Deutschland gegolten hat. Es ist weiterhin wirksam, wenn es bestimmten Kriterien entspricht. Grundsätzlich gilt es weiterhin, wenn es nicht dem Grundgesetz widerspricht, das am 24. Mai 1949 in Kraft getreten ist.
Für die Väter und Mütter des Grundgesetzes im Parlamentarischen Rat ging es um die Frage, unter welchen Umständen altes Recht weiterbestehen sollte: Reichsrecht, altes Landesrecht, das Recht aus der Zeit des Nationalsozialismus und das Recht aus der Besatzungszeit. Daran schloss sich die Frage an, ob bestehendes Landesrecht als Landesrecht oder als Bundesrecht weitergilt. Das Grundgesetz weist nämlich der föderalen Ebene und der Länderebene bestimmte Kompetenzen zu, und diese Zuweisung kann in früherem Recht eine andere gewesen sein.
Recht ist vorkonstitutionell im Sinne des Grundgesetzes, wenn es vor dem Zusammentritt des 1. Deutschen Bundestags entstanden ist. Der Stichtag wurde daher der 7. September 1949. Außerdem ist nur geltendes Recht gemeint, das bedeutet, dass es nur weiterexistieren kann, wenn es vor dem Stichtag nicht bereits aufgehoben worden ist (beispielsweise durch die Besatzungsmächte, in der Zeit nach dem Zweiten Weltkrieg).
Das Grundgesetz gibt keine zeitlichen Einschränkungen für das Recht an sich mit: Auch sehr altes Landesrecht kann weiterbestehen und gilt auch unbeschränkt weiter. Es ist außerdem nicht weniger wirksam als Recht, das nach dem Stichtag entstanden ist („nachkonstitutionelles Recht“). Es fügt sich in die Normenhierarchie des Grundgesetzes ein, so dass zum Beispiel Bundesrecht über dem Landesrecht steht. Unter anderem deswegen ist es wichtig zu entscheiden, ob das alte Recht als Landesrecht oder Bundesrecht fortexistiert.
Unwichtig ist, wie das Recht entstanden ist: Das damalige Verfahren der Rechtsetzung kann sich vom heutigen unterscheiden. So ist auch Recht aus der Zeit der NS-Diktatur weiterhin gültig. Es darf allerdings nicht der Gerechtigkeitsidee des Grundgesetzes widersprechen; derartiges Unrecht gilt als von Anfang an als unwirksam. Viele spezifisch nationalsozialistische Gesetze und andere Vorschriften sind bereits von den Besatzungsmächten aufgehoben worden und allein deswegen schon kein weitergeltendes vorkonstitutionelles Recht.
Im Jahr 1949 war die staatliche Situation Deutschlands eine besondere: Die Souveränität lag bei den Alliierten, sie übten ihre Besatzungsgewalt aus; es bestanden Rechte und die Verantwortlichkeit der vier Mächte für Deutschland als Ganzes und für Berlin. Damit verbunden war der Status Deutschlands, das Verhältnis der beiden deutschen Staaten zueinander, deren Verhältnis zum fortbestehenden deutschen Gesamtstaat, der Status umstrittener Gebiete und das Selbstbestimmungsrecht der Völker vor dem Hintergrund der deutschen Frage.

## Verfassungsartikel
In der Weimarer Verfassung (WRV) heißt es:
Artikel 178
Die Verfassung des Deutschen Reichs vom 16. April 1871 und das Gesetz über die vorläufige Reichsgewalt vom 10. Februar 1919 sind aufgehoben.
Die übrigen Gesetze und Verordnungen des Reichs bleiben in Kraft, soweit ihnen diese Verfassung nicht entgegensteht. Die Bestimmungen des am 28. Juni 1919 in Versailles unterzeichneten Friedensvertrags werden durch die Verfassung nicht berührt.
Anordnungen der Behörden, die auf Grund bisheriger Gesetze in rechtsgültiger Weise getroffen waren, behalten ihre Gültigkeit bis zur Aufhebung im Wege anderweitiger Anordnung oder Gesetzgebung.
Mit vorkonstitutionellem Recht befassen sich im Grundgesetz im Wesentlichen die Artikel 123 bis 129. Die wichtigste Bestimmung, die vorkonstitutionelles Recht überhaupt für weitergeltend erklärt, befindet sich in Art. 123 Absatz 1 GG:
Darauf fußen die weiteren Regelungen der Art. 124, 125, 125a, 125b, 125c, 126, 127, 128 und 129 GG.

## Entstehung und Bedeutung
In Art. 178 der Weimarer Reichsverfassung von 1919 wurde bestimmt: Die Bismarcksche Reichsverfassung (1871) und das Gesetz über die vorläufige Reichsgewalt (1919) sind aufgehoben. Gesetze und Verordnungen blieben in Kraft, wenn sie der neuen Reichsverfassung nicht widersprachen. Eine ähnliche Regelung war im Jahr 1949 für das Grundgesetz wegen der nationalsozialistischen Diktatur umso dringlicher: Spezifisch nationalsozialistisches Recht sollte vom übrigen getrennt werden.
Im Entwurf des Herrenchiemsees hatte man sich noch sehr an der Weimarer Regelung orientiert. Im Parlamentarischen Rat (1948/49) hingegen wollte man außer Gesetzen und Verordnungen noch weiteres Recht weitergelten lassen. Auch Recht aus der Zeit zwischen Entstehen des Grundgesetzes und Zusammentritt des Bundestages sollte dazugehören. Im Parlamentarischen Rat ist noch ein weiterer Gegenstand hinzugekommen: die Frage der internationalen Verträge, des Reichskonkordats wegen.
Holtkotten zufolge hat Art. 123 GG nur eine deklaratorische Wirkung. Da die Bundesrepublik identisch mit dem Deutschen Reich ist, sei es nicht notwendig, ausdrücklich das frühere Recht zu bestätigen. Laut Stettner trifft Art. 123 GG jedenfalls keine Aussage über die Identität. Eine völkerrechtliche Kontinuität nach außen bedeutet aber nicht automatisch, dass auch die Normen im Inneren fortbestehen. Art. 123 Abs. 1 GG ist also nicht deklaratorisch, sondern konstitutiv: Man hätte die Frage nach der normativen Kontinuität auch anders entscheiden können. Ein Gegenbeispiel ist der Umgang mit dem Recht der untergegangenen DDR: Im Wege des Einigungsvertrages 1990 hat man nur einen kleinen Teil davon in Kraft belassen.
Im Gegensatz dazu, so Stettner, hat Art. 123 Abs. 2 GG keinen konstitutiven Charakter. Er dient zur Verdeutlichung, dass Verträge des Reiches wie das Reichskonkordat innerhalb Deutschlands fortgelten können, auch wenn sie heute in die Zuständigkeit der Länder fallen. Das Reichskonkordat beinhaltet schulrechtliche Bestimmungen. Die Landesgesetzgeber dürfen diese Bestimmungen ändern, denn sie sind nicht verpflichtet, internationale Verträge des Reiches oder des Bundes zu respektieren.

## In Frage kommendes Recht
Nicht nur Gesetze sind „Recht“ im Sinne des Art. 123 GG, sondern jede Rechtsnorm innerstaatlichen Rechts. Der Urheber des Rechtes ist unwichtig: Das Recht kann auf föderaler Ebene oder Landesebene entstanden sein, über den ordentlichen Gesetzgebungsprozess oder zum Beispiel als gesetzesvertretende Verordnung („Notverordnung“) in der Weimarer Republik. Wolff: „Ob vorkonstitutionelles Recht ordnungsgemäß zustande gekommen ist, […] beurteilt sich nach den staatsrechtlichen Verhältnissen zur Zeit seiner Entstehung.“ Die Rechtsnorm muss allerdings wirksam gewesen sein, also ausgefertigt und verkündet worden sein. Ein Inkrafttreten ist für die Wirksamkeit nicht unbedingt nötig. Fortgelten kann auch Gewohnheitsrecht; strittig war dies bislang vor allem, wenn es Grundrechte einschränkt (zum Beispiel bei der Einschränkung der Berufsfreiheit, Art. 12 Abs. 1 GG). Jedenfalls darf das Gewohnheitsrecht nicht derart durch Interpretation weiterentwickelt werden, dass ein neuer Tatbestand entsteht, in die Grundrechte einzugreifen.
Altes Verfassungsrecht auf Reichsebene ist allerdings nicht gemeint. Anders als in der Weimarer Reichsverfassung hat das Grundgesetz die vorherige Gesamtstaatsverfassung nicht ausdrücklich abgeschafft. Aber da das Grundgesetz eine neue deutsche Verfassung darstellt, ist spätestens mit ihm die Weimarer Verfassung außer Kraft getreten.
Das Recht muss eine systematische Rechtsnorm gewesen sein, kein Einzelakt. Ob Einzelakte weitergelten, dafür gibt es andere Gesichtspunkte. Recht hat eine bestimmte Stellung in der Normenhierarchie. Art. 123 Abs. 1 GG erklärt nicht, welchen Rang altes Recht in der aktuellen Normenhierarchie hat, also ob zum Beispiel Recht im Gesetzesrang diesen behält. Man orientiert sich normalerweise an dem Rang zum Zeitpunkt, als die Rechtsnorm entstanden ist. Allerdings kann der genaue Rang manchmal unklar sein. Gesetzesvertretende Verordnungen etwa nach dem Ermächtigungsgesetz von 1933 hatten damals den Rang von Gesetzen, was weitergilt.
Das betreffende Recht muss vor dem Stichtag noch wirksam gewesen sein. Es darf seine Gültigkeit nicht verloren haben, also nicht zum Beispiel durch einen Gesetzgeber bereits aufgehoben worden sein. Auch wenn die Nationalsozialisten oder die Besatzungsmächte Recht aufgehoben haben, wird es durch Art. 123 GG nicht wieder gültig. Das gilt auch für die Abschaffung der bundesstaatlichen Organisation des Reiches durch den nationalsozialistischen Einheitsstaat.
Die Väter und Mütter des Grundgesetzes wollten es ermöglichen, dass bis zum Zusammentritt des Bundestages noch Recht gesetzt werden konnte. Dennoch sollte dieses Recht bereits materiell an das Grundgesetz gebunden sein. Darum hat Recht, das dem Grundgesetz widerspricht, bereits am 24. Mai 1949 seine Rechtsgültigkeit verloren. Das ist der Tag, an dem das Grundgesetz in Kraft getreten ist.
Art. 123 GG bezieht sich schließlich nur auf altes Recht. Wenn nach dem Stichtag ein deutscher Gesetzgeber es „nachträglich in seinen Willen aufgenommen“ hat (Wolff), dann ist es nicht mehr vorkonstitutionell. Dieses alt-neue Recht muss den normalen Anforderungen des Grundgesetzes genügen, diese Verfassungsnorm kommt nicht mehr zur Anwendung. Art. 123 GG beschränkt nicht die Dauer der Fortgeltung.

## Zeitpunkt der Rechtsetzung

### Recht vor 1867
Wolff zufolge schränkt Art. 123 GG das alte Recht zeitlich nicht ein; Stettner zufolge gilt dieser Grundgesetzartikel für Recht aus „jeder Entstehungszeit seit Schaffung des Norddeutschen Bundes“ (1867). Die Literatur geht auf die Zeit vor 1867 nicht näher ein. Trotz des Falles der Allgemeinen Deutschen Wechselordnung (1849) darf man davon ausgehen, dass das Recht des Deutschen Bundes nicht weitergilt: Zwischen dem Deutschen Bund und dem Norddeutschen Bund gibt es keine rechtliche Kontinuität. Außerdem war der Bundeszweck des Deutschen Bundes auf die innere und äußere Sicherheit beschränkt. Daher ist 1815–1866 sowieso wenig Recht entstanden, das für ein Weitergelten in Frage kommen würde.
Für die Zeit vor 1867 ist allerdings an Landesrecht zu denken, an das Recht von Staaten wie Preußen oder Sachsen, die den Norddeutschen Bund gebildet haben. Dieses Recht kann bis ins Mittelalter zurückreichen. Auch dieses Recht ist großteils von Bundesrecht und Reichsrecht überlagert oder anderweitig abgeändert oder aufgehoben worden.

### Recht von 1867 bis zum Ende der Weimarer Republik 1933
Durch die Gründung des Norddeutschen Bundes (Verfassung vom 1. Juli 1867) ist unbestritten ein neuer Staat entstanden, der Bundesrecht gesetzt hat. Nach herrschender Lehre hat dieser Staat im Jahr 1871 nur eine neue Verfassung und einen neuen Namen erhalten. Das Deutsche Reich von 1871 ist damit als Staat und als völkerrechtliches Subjekt identisch mit dem Norddeutschen Bund.
Dennoch enthält Art. 80 der neuen Verfassung vom 1. Januar 1871 eine Liste derjenigen Bundesgesetze, die weiterhin gelten sollten. Für einzelne Gliedstaaten, die 1870/1871 hinzugetreten sind, gab es Ausnahmeregeln, welche Bundesgesetze dort Anwendung finden sollten (die Reservatrechte). In der zweiten neuen Verfassung, vom 16. April 1871, fehlt eine solche Regelung. Die Bestimmungen aus der Verfassung vom 1. Januar und aus den Novemberverträgen (Beitrittsverträge der süddeutschen Staaten) galten dennoch fort.
Nach dem 9. November 1918 entstand sogenanntes Revolutionsrecht. Der Rat der Volksbeauftragten regierte mit Verordnungen, bis die vom Volk gewählte Weimarer Nationalversammlung zusammentrat. Die Gültigkeit dieses Revolutionsrechtes wird normalerweise anerkannt; es handelte sich großteils um Übergangsregelungen. Am 11. August 1919 trat die neue, republikanische Weimarer Verfassung in Kraft. Sie erklärte das vorherige Verfassungsrecht ausdrücklich für unwirksam. Durch die nationalsozialistische Politik in der Konsolidierungsphase – vor allem 1933/1934 – wurde die Weimarer Verfassung selbst zumindest überlagert; aufgehoben wurde sie offiziell nicht. Sie ist spätestens mit dem Grundgesetz von 1949 außer Kraft getreten. Ausnahmen wie die Weimarer Kirchenartikel (nach Art. 140 ff. GG) sind im Grundgesetz ausdrücklich erwähnt.

### Recht aus der Zeit des Nationalsozialismus
Verfassungsrecht des NS-Staates ist durch den Zusammenbruch 1945 außer Kraft getreten. Das gilt ebenso für sonstiges Recht aus der Zeit des Nationalsozialismus, das der Gerechtigkeitsidee widerspricht: Das Bundesverfassungsgericht hat bestimmt, dass NS-Recht von Anfang an ungültig war, wenn es fundamentalen Prinzipien der Gerechtigkeit so evident widersprach, dass ein Richter Unrecht begehen würde, wenn er es anwenden würde. Allerdings haben bereits die Alliierten durch Kontrollratsgesetze die besonders anstößigen Teile des NS-Rechtes aufgehoben. Dadurch betrifft Art. 123 GG sie sowieso nicht mehr. Dasjenige Recht aus der NS-Zeit hingegen, das dem Grundgesetz nicht widerspricht, gilt weiter fort.

### Recht aus der Besatzungszeit bis 1949

Die deutschen Besatzungszonen der vier Hauptsiegermächte, 1945

Im Jahr 1945 hatten die vier Hauptsiegermächte Deutschland zwar nicht aufgelöst, aber die oberste Regierungsgewalt übernommen (Berliner Erklärung vom 5. Juni). Zum Besatzungsrecht gehören Beschlüsse des Alliierten Kontrollrates, aber auch Anordnungen der einzelnen Siegermächte für ihre Besatzungszonen. Die Britische und die Amerikanische Zone wurden zur Bizone zusammengelegt und dann mit der französischen zur Trizone vereinigt. Sie entsprach im Wesentlichen dem Gebiet der Bundesrepublik von 1949 bis 1989/90.
In der eigentlichen Besatzungszeit, also vom 8. Mai 1945 bis zur Konstituierung des Bundestages am 7. September 1949, wurde auch durch deutsche Stellen Recht gesetzt. Eine föderale Ebene gab es nicht. Zunächst ist an Recht der deutschen Länder wie Bayern oder Schleswig-Holstein aus dieser Zeit zu denken, das weitergelten kann. Der Wirtschaftsrat der Bizone bzw. Trizone hat Verwaltungsrecht geschaffen.
Die Besatzungsgewalt der Besatzungsmächte in Deutschland war eine eigene völkerrechtliche Gewalt der Alliierten. Darüber konnten deutsche Gesetzgeber und auch der Verfassungsgesetzgeber nicht verfügen. Sie konnten dieses Besatzungsrecht also nicht abändern oder aufheben. Es galt zwar in Deutschland, war aber kein deutsches Recht. Dazu hätte es erst transformiert werden müssen. Da Art. 123 GG nur Recht von deutschen Organen meint, stellt sich die Frage, ob Besatzungsrecht (Recht der Alliierten) ebenfalls als vorkonstitutionelles Recht weitergelten soll. Die Väter und Mütter des Grundgesetzes klammerten das Besatzungsrecht zunächst aus; als das Grundgesetz entstand, hatte Besatzungsrecht noch Vorrang vor dem Grundgesetz. Ohne eine schriftliche Festlegung galt das Grundgesetz und damit Art. 123 ohnehin nur eingeschränkt.
Die Rechtsprechung des Bundesverfassungsgerichtes unterscheidet mittlerweile zwischen unmittelbarem und mittelbarem Besatzungsrecht. Unmittelbares Besatzungsrecht sowie das Recht, das durch Weisung von Besatzungsorganen entstanden ist, gilt nicht weiter fort nach Art. 123. Wenn eine interne Anordnung der Militärregierung zu deutschem Recht geführt hat, dann galt diese Rechtsvorschrift zunächst weiterhin, selbst dann, wenn sie dem Grundgesetz widersprach. Aufgehoben wurde sie erst durch den deutschen Gesetzgeber unter Berücksichtigung der Militärregierung bzw. ab 1949 des Besatzungsstatuts.
Die Situation änderte sich mit dem Überleitungsvertrag, als am 5. Mai 1955 das Besatzungsregime endete. Die Bundesrepublik durfte den größten Teil des Besatzungsrechts abändern. Man ließ aber nicht automatisch Besatzungsrecht unter Art. 123 GG fallen, denn dann hätten verfassungswidrige Bestimmungen im Besatzungsrecht nicht weitergegolten. Es wurde erst im Laufe der Zeit angepasst.
Im Jahr 1990 kam es zum sogenannten Zwei-plus-Vier-Vertrag der Bundesrepublik, der DDR und der Vier Mächte. Die alliierten Vorbehaltsrechte endeten. Ein Notenwechsel zwischen der deutschen Bundesregierung und den drei Westmächten (27./28. September 1990) sah vor, dass einige Regelungen des Überleitungsvertrages fortbestehen. Dabei ging es um Einzelfallentscheidungen der Besatzer. Jedenfalls ist mittlerweile, nach Ablauf von eventuellen Anpassungsfristen, auf eventuell noch bestehendes Besatzungsrecht der Art. 123 GG anzuwenden.
In der Besatzungszeit hat der Verwaltungsrat des Vereinigten Wirtschaftsgebietes Rechtsvorschriften erlassen (für die britische und die amerikanische Besatzungszone). Damit beschäftigt sich Art. 127 GG. Er ermächtigte die Bundesregierung, innerhalb eines Jahres (also bis zum 23. Mai 1950) dieses Recht in Groß-Berlin sowie in den Ländern der französischen Zone (Baden, Rheinland-Pfalz, Württemberg-Hohenzollern) in Kraft zu setzen. Das sollte die Rechtsvereinheitlichung fördern und wurde auch in mehreren Fällen angewandt. Allerdings hatten die westlichen Siegermächte Vorbehalte, den Art. 127 auf Groß-Berlin anzuwenden. Ost-Berlin war Viermächte-Besatzungsgebiet.

### Recht der DDR und Europarecht

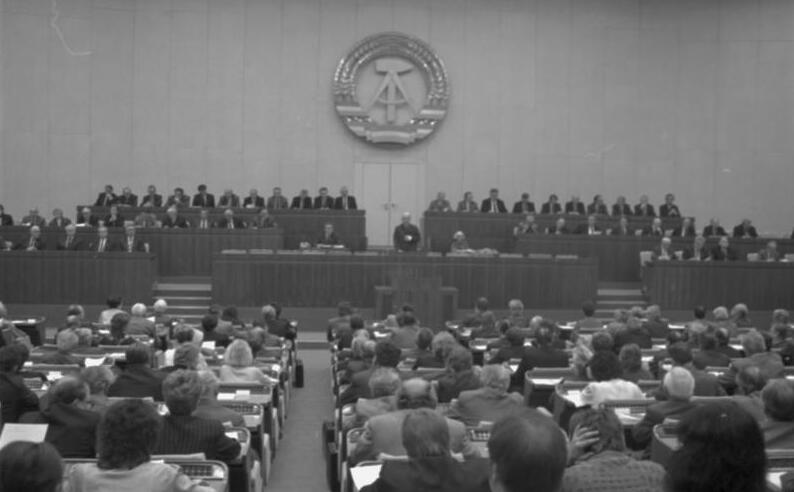
Sitzung des DDR-Parlaments, der Volkskammer, im November 1989

Die Deutsche Demokratische Republik hatte im Rahmen ihrer eigenen Verfassungsordnung Recht geschaffen. Dieses Recht kann grundsätzlich kein weitergeltendes vorkonstitutionelles Recht im Sinne von Art. 123 GG sein:
- Die DDR wurde erst einen Monat nach dem Stichtag gegründet, nämlich am 7. Oktober 1949.
- DDR-Recht stammt aus einer fremden Rechtsquelle ohne Rechtsanwendungsbefehl für das Bundesgebiet.[27]

Bei der deutschen Wiedervereinigung 1990 nahm man im Einigungsvertrag Bezug auf DDR-Recht. Normalerweise gilt es nicht fort, sondern wird vom bundesdeutschen Recht verdrängt. Für einen Teil dieses Rechtes gibt es Ausnahmeregelungen für eine Übergangszeit. Orientiert hat man sich 1990 am Art. 123, der als Auslegungshilfe dienen kann. DDR-Recht, gerade das der Ausnahmeregelungen, wird nicht einfach nachkonstitutionellem Recht (also dem normalen bundesdeutschen) gleichgesetzt. In gewisser Weise ähnelt es aber dem vorkonstitutionellen. Jedenfalls darf weitergeltendes DDR-Recht nicht dem Grundgesetz widersprechen oder aufgehoben sein.
Man hat 1990 nur wenig DDR-Recht in Kraft belassen, denn es gab bereits die funktionsfähige Rechtsordnung der Bundesrepublik. Durch den Beitritt zur Bundesrepublik ist die Verfassung der Deutschen Demokratischen Republik außerdem obsolet geworden. Völkerrechtliche Verträge der DDR mit Drittstaaten gelten, wegen deren Untergang als Völkerrechtssubjekt, grundsätzlich nicht fort. Eine Ausnahme sind Verträge mit einem lokalen Bezug, wie die Vereinbarung über einen Grenzverlauf, oder technische Abkommen.
Seit Zusammentritt des (ersten) Bundestages 1949 ist das Recht der europäischen Institutionen hinzugekommen. Art. 123 GG hat keinen besonderen Bezug dazu. Vorkonstitutionelles Recht, das weitergilt, ist den allgemeinen Regeln unterworfen, wann europäisches Recht Vorrang hat.

## Vereinbarkeit mit dem Grundgesetz

Das Grundgesetz in einer Ausgabe der Bundeszentrale für politische Bildung

Vorkonstitutionelles Recht, das weitergelten soll, darf dem Grundgesetz nicht widersprechen. Dabei kann es sich um den Wortlaut des Grundgesetzes handeln, aber auch um ungeschriebene Normen und weitergehende Interpretationen auf Grundlage des Grundgesetzes. Maßgeblich ist, was die Rechtsgemeinschaft als Verfassungsrecht anerkennt. Das alte Recht darf in der Form und im Verfahren seiner Entstehung vom Grundgesetz abweichen, denn gemeint ist inhaltliche Vereinbarkeit: Schließlich betrifft es Recht, das gerade nicht von Organen nach Maßgabe des Grundgesetzes erlassen wurde. Widerspricht altes Recht dem Grundgesetz nur teilweise, gelten die übrigen Teile fort, sofern „sie in sich noch eine sinnvolle Regelung darstellen“ (Stettner).
Artikel 123 Abs. 1 GG, der eine verfassungskonforme Anpassung der NS-Gesetzgebung bestimmt, listet das widersprechende alte Recht nicht auf. Mittlerweile wurden Gesetze zur Rechtsbereinigung erlassen, die eine Aufstellung des fortgeltenden Rechts vornehmen (auf Bundesebene am 28. Dezember 1968). Art. 123 verbietet dies dem Gesetzgeber nicht.
Ob ein Gesetz dem Grundgesetz widerspricht, entscheidet normalerweise das Bundesverfassungsgericht (Art. 100 Abs. 1). Das gilt aber nur für nachkonstitutionelles Recht (Recht aus der Zeit nach dem Stichtag vom 7. September 1949). Beim vorkonstitutionellen Recht prüfen die jeweils zuständigen Gerichte. Art. 126 bezieht sich nur auf die weitergehende Frage, ob altes Recht als Bundesrecht (oder als Landesrecht) weitergilt. Nur diese Frage wird bei Bedarf durch das Bundesverfassungsgericht entschieden. Insoweit misst das Grundgesetz der Frage eine viel höhere Bedeutung zu als der Entwurf des Herrenchiemsees, der (Art. 140) den Bundesjustizminister zusammen mit Landesministern damit betrauen wollte. Einen Antrag beim Bundesverfassungsgericht dürfen stellen: Bundestag, Bundesrat oder die Regierungen von Bund oder Ländern (laut § 86 I BVerfGG). Das Gericht prüft nur die Frage Bundesrecht/Landesrecht, nicht, ob das alte Recht überhaupt fortbesteht.

## Staatsverträge
Im Gegensatz zu Art. 123 Abs. 1, so Stettner, hat Absatz 2 keinen konstitutiven Charakter. Er dient zur Verdeutlichung, dass Verträge des Reiches wie das Reichskonkordat innerhalb Deutschlands fortgelten können, auch wenn der Inhalt laut Grundgesetz in die Zuständigkeit der Länder fällt. Das Reichskonkordat beinhaltet schulrechtliche Bestimmungen. Die Landesgesetzgeber dürfen diese Bestimmungen ändern, denn sie sind nicht verpflichtet internationale Verträge des Reiches oder des Bundes zu respektieren. Mangels einer eigenen Regelung gilt Art. 123 Abs. 2 auch für Verträge, die deutsche Länder untereinander oder mit dem Reich geschlossen haben. Art. 32 Abs. 3 GG ermöglicht es heutzutage den Ländern, Staatsverträge in Bezug auf solche Gebiete abzuschließen, auf denen sie zuständig sind. Dabei muss allerdings die Bundesregierung zustimmen.

## Bundesrecht und Landesrecht
Das Grundgesetz weist der Bundesebene und der Landesebene allgemein Kompetenzen zu. Diese Zuweisung kann in früheren deutschen Verfassungen eine andere gewesen sein als die heutige. Darum ist es wichtig zu klären, ob altes Recht heute als Bundesrecht oder Landesrecht anzusehen ist. Bundesrecht steht nämlich in der Normenhierarchie höher: Bundesrecht bricht Landesrecht (Art. 31).
Dabei geht es nicht nur um die Rechtsanwendung: Es muss außerdem deutlich sein, welche Ebene das betreffende Recht ändern darf. Die Artikel 124 und 125 GG sollen daher das alte, weitergeltende Recht „in die Kompetenzordnung des Grundgesetzes“ einfügen. Wenn eine Sache laut Zuständigkeitskatalog von Art. 73 alter Fassung (vom 23. Mai 1949) der Bundesebene zuzuordnen ist (ausschließliche Gesetzgebung), dann wird das betreffende alte Recht Bundesrecht. Man fragt also danach, wer der Gesetzgeber wäre, wenn das Recht unter der Ordnung des Grundgesetzes ergehen würde. Dabei ist es unerheblich, ob das Gesetz heutzutage die Zustimmung des Bundesrates bräuchte.
Art. 125 beschäftigt sich mit dem Gegenständen der konkurrierenden Bundesgesetzgebung, wenn es einen Bezug zur Besatzungszeit gibt. Das betreffende alte Recht wird Bundesrecht (und nicht Landesrecht), wenn es für eine oder mehrere Besatzungszonen einheitlich gilt. Oder aber das Besatzungsrecht hat früheres Reichsrecht abgeändert.
Sinn dieser Regelung ist es, so Schulze, die Einheitlichkeit des Rechts zu fördern. Sie hat auch Bedeutung für Landesrecht aus der Besatzungszeit: In einer Besatzungszone befanden sich jeweils mehrere Länder. Wenn Landesgesetze inhaltlich übereinstimmten und damit das Recht wenigstens innerhalb einer Besatzungszone einheitlich war, so kann das Recht als Bundesrecht fortgelten.
Fortgeltende vorgrundgesetzliche Landesverfassungen werden von Art. 124, 125 GG nicht erfasst. Nach Art. 70 ff. GG nämlich lässt der Bund den Ländern einen Freiraum für eine eigene Verfassungsordnung (im Rahmen von Art. 28 I, Art. 142 GG).
Es besteht die Möglichkeit, dass erst altes Recht über Art. 124 und 125 zu Bundesrecht wird und dass später neues Landesrecht entsteht, das diesem Bundesrecht widerspricht. Dieses Landesrecht ist unwirksam: nicht erst durch den Satz „Bundesrecht bricht Landesrecht“, sondern weil der Landesgesetzgeber nicht die Kompetenz hatte.
Art. 125a ist durch ein Änderungsgesetz des Grundgesetzes vom 27. Oktober 1994 entstanden. Schulze hält die Vorschrift für verfassungspolitisch verfehlt und in ihrer Relevanz für fraglich. Es soll für bestimmte Fälle gelten, bei denen die Bundeskompetenz nachträglich eingeschränkt worden ist (wie 1994 geschehen). Am 28. August 2006 wurde der Artikel im Rahmen der Föderalismusreform abgeändert: Absatz 3 behandelt solche Fälle auch in Bezug auf Landesrecht. Übergangsfragen werden statt durch Art. 125a durch einen neuen Art. 125b geregelt. Ziel der Reform 1994 war es, den Ländern mehr Kompetenzen zu lassen, im Jahr 2006 sollten sowohl Bund als auch Länder handlungsfähiger werden.
Art. 128 bezieht sich auf die Weisungsbefugnis, die Bundesorgane laut Art. 84 Abs. 5 gegenüber Landesorganen haben. Es geht dabei um die Ausführung von Bundesaufgaben durch Landesorgane und die Bundesaufsicht. Art. 128 machte es den Bundesorganen der jungen Bundesrepublik ihre Aufgabe leichter. Weisungsbefugnisse des alten Rechts wurden wiederbelebt. Art. 129 regelt, ob eine nachkonstitutionelle Regierung noch Rechtsverordnungen erlassen darf, zu denen sie theoretisch durch altes Recht ermächtigt wird.

## Beispiele
Das Grundgesetz schafft die Todesstrafe ab (Art. 102). Frühere Vorschriften über die Todesstrafe sind daher außer Kraft getreten. Wenn früheres Reichsrecht den Ländern Vorschriften auf dem Gebiet der Wirtschaftsverwaltung gemacht hat, ist es außer Kraft. Es würde nämlich gegebenenfalls gegen Art. 84 GG verstoßen, das den Ländern das Recht gibt, selbst über Behörden und Verwaltungsverfahren zu entscheiden. Weiterhin gültiges Recht aus der NS-Zeit ist unter anderem das Heilpraktikergesetz.

## Situation in den deutschen Ländern
Sofern die Bundesländer überhaupt Regeln zum vorkonstitutionellen Recht haben, sind sie mit dem Grundgesetz bzw. der Weimarer Verfassung vergleichbar. Ein Beispiel ist Art. 186 der Bayerischen Verfassung. Er hebt die Bayerische Verfassung von 1919 auf und lässt die Gesetze und Verordnungen weitergelten, wenn sie der neuen Verfassung nicht widersprechen.